# Romuald I
Romuald I (zapisywane również jako Romoald a po włosku Romoaldo) (ur. ? – zm. 677) – książę Benewentu w latach 662–677 jako syn Grimoalda I króla Longobardów. Otrzymał Benewent po tym jak jego ojciec dzięki uzupracji zdobył tron w 662. Grimoald wysłał Rodelindę, żonę usuniętego króla Perktarita oraz jego syna Kuninkperta na dwór swego syna do Benewentu. 
Romuald zaręczył swą siostrę Gisę z cesarzem bizantyjskim Konstansem II. Bizantyjczycy oblegli Benewent, a bohaterska obrona miasta przez Romualdla załamywała się, gdy pojawił się Grimoald i oddalił bizantyjskie zagrożenie. Potem Romuald przejął Tarent i Brindisi znacznie tym ograniczając wpływy Bizancjum w regionie. Otrzymał pomoc militarną od hordy Bułgarów Alceka, którzy osiedlili się na południu półwyspu. W zamian nadał im prawo do wypasu w 667. 
Romuald nigdy nie zasiadł w królestwie zdobytym przez ojca, a pokonany Perctarit powrócił i przejął tron.
Następcą został Grimoald II, jego i Teodrady (lub Teuderaty), córki Lupusa księcia Friuli, syn.